# Краснинское городское поселение
Краснинское городско́е поселе́ние — муниципальное образование в Краснинском районе Смоленской области Российской Федерации.
Административный центр — посёлок городского типа Красный.

## История
Образовано Законом Смоленской области от 1 декабря 2004 года.

## Население
| 2012  | 2013  | 2014  | 2015  | 2016  | 2017  | 2018  |
| ----- | ----- | ----- | ----- | ----- | ----- | ----- |
| 4416  | ↘4349 | ↘4305 | ↘4256 | ↗4262 | ↘4238 | ↘4229 |
| 2019  | 2020  | 2021  | 2024  |       |       |       |
| ↘4193 | ↘4173 | ↘3690 | ↘3501 |       |       |       |

## Населённые пункты
В состав городского поселения входят 7 населённых пунктов:
| № | Населённый пункт | Тип     | Население |
| - | ---------------- | ------- | --------- |
| 1 | Красный          | пгт     | ↘3424     |
| 2 | Большая Добрая   | деревня | 54        |
| 3 | Буяново          | деревня | 8         |
| 4 | Залужечье        | деревня | 2         |
| 5 | Кутьково         | деревня | 14        |
| 6 | Сорокино         | деревня | 5         |
| 7 | Храпово          | деревня | 31        |